# Edicto

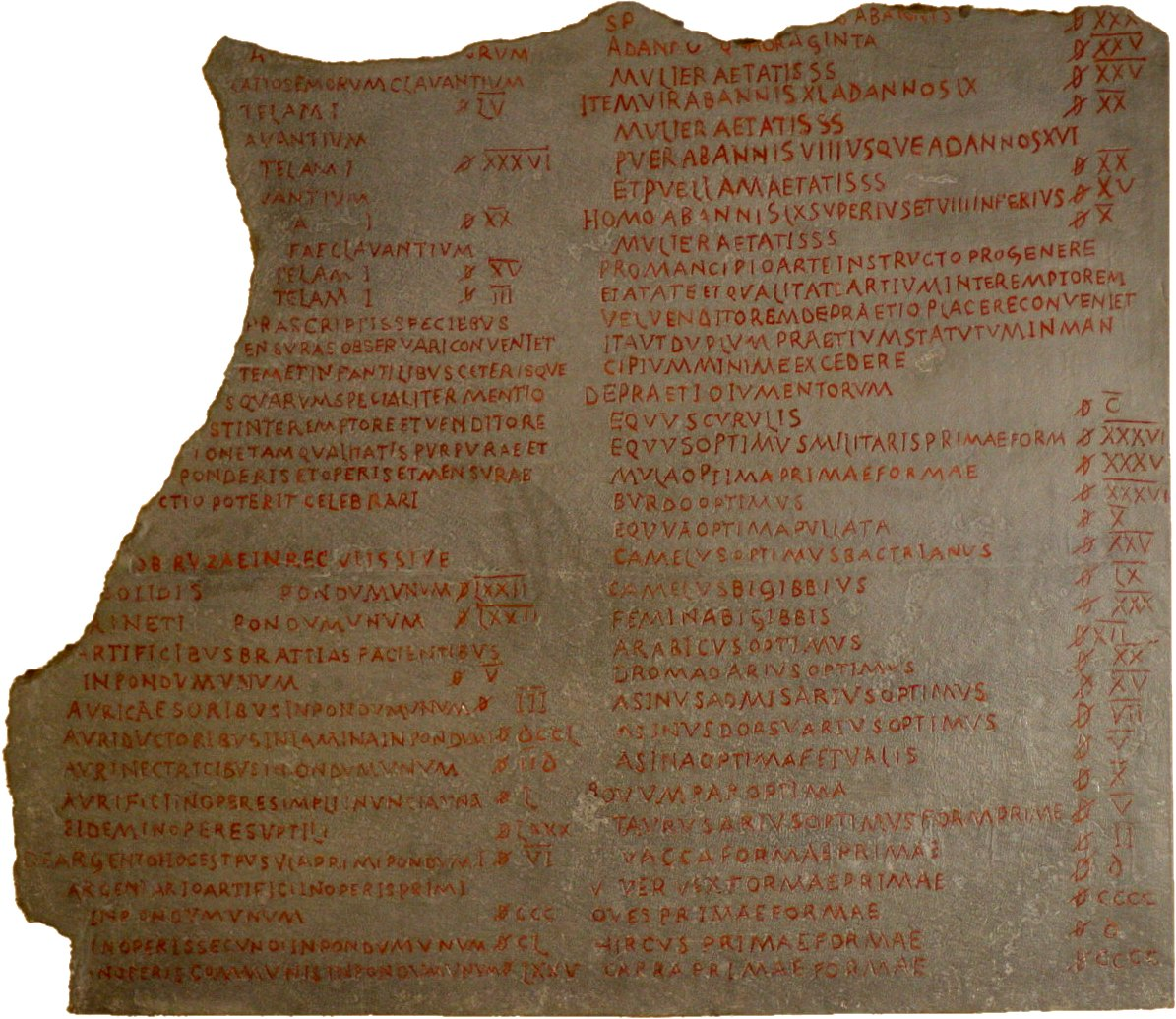
Copia del fragmento del edicto de precios máximos de Diocleciano.

Edicto en el derecho moderno, es el mandato o decreto publicado con autoridad del príncipe, magistrado, juez o autoridad administrativa que dispone la observancia de ciertas reglas en algún asunto.

## Etimología
La palabra edicto proviene del latín «edictum» que a su vez proviene del verbo «edicere», que significa advertir, prevenir, afirmar, proclamar en voz alta. Dentro de la palabra se encuentra la raíz «dicere»: decir.

## Historia
Este instrumento jurídico fue creado por primera vez en el derecho romano hacia el siglo IV a. C. a manera de comunicación procesal usado por los pretores de las urbes (praetores urbanus) en lo que correspondía a los litigios llevados entre los ciudadanos romanos. Más tarde dicha facultad se extendería al praetor peregrinus quien podría hacer anuncios respecto a los asuntos en los que también intervinieran extranjeros. A esta capacidad de generar anuncios públicos se conocía como ius edicendi, y otorgaba a los pretores la potestad de publicar un edicto anual en donde establecía las normas antiguas y nuevas que regirían su actuar durante dicho tiempo (lex annua). Cuando era necesario generar normas nuevas por casos no previstos tenía la facultad de generar un edicto específico para dicho caso (Edictum repentinum).
Siendo Adriano emperador de Roma, por el año 130 d. C. ordenó compilar todos los edictos de los magistrados anteriores, siendo encomendado de tal actividad al jurista Salvio Juliano, con la consigna de depurar las normas fuera de uso y aplicación. El resultado fue un compendio único de normas procesales conocido como «Edicto perpetuo» (edictum perpetum).
En adelante, el edicto se convirtió en una fórmula imperial que solo el soberano emitía y reformaba, sobre algún asunto concerniente a la justicia o administración de su imperio como parte de las constituciones imperiales. Es el tiempo de importantes edictos imperiales que trascendieron a la historia como el Edicto de Milán de Constantino que otorgó la libertad de religión en el imperio romano y el de Tesalónica promulgado por Teodosio que volvería al cristianismo su religión oficial. Uno de los últimos edictos considerados dentro del derecho romano pero ya con la clara impronta bárbara es el Teodorico que data del año 503.
Tras el apogeo romano y durante la Edad Media, se conservó al edicto como una de las fuentes del derecho, entendido como la proclamación que realizaba un soberano respecto a un asunto de derecho y que se volvía, por su sola publicación pública, obligatoria para todos sus subordinados. De esta manera, diversos reyes y emperadores emplearon de este acto de derecho para legislar en sus correspondientes territorios. Igualmente la Iglesia católica adoptó esta figura dentro del derecho canónico, haciendo propio el uso de edictos para proclamas en materia de fe, doctrina y administración eclesiástica.
De su uso por parte de los tribunales inquisitoriales, los edictos también devinieron en notificaciones públicas realizadas a los procesados o anuncios sobre los resultados de un proceso para conocimiento de los feligreses, los cuales muchas veces se fijaban en las puertas de las iglesias y abadías para su consulta. De esta manera se desarrollaron los edictos judiciales adoptados como medio de comunicación procesal por los sistemas romano-canónicos de derecho.
En el derecho español, los edictos judiciales en materia civil se pueden rastrear hasta la legislación de las Siete Partidas de Alfonso el Sabio compiladas durante el siglo XIII, que establece una manera de emplazar a juicio mediante llamamientos públicos al demandado cuando a este no es posible localizarlo:

[...] et aun hay otra manera de emplazamiento contra aquellos que se andan escondiendo ó fuyendo de la tierra porque non fagan derecho á aquellos que se querellaren dellos; ca estos atales pueden seer emplazados non tan solamente en sus personas, mas aun en sus casas faciéndolo saber á aquellos que hi fallaren de su compaña: ét si casas non hobieren débenlos pregonar en tres mercados, porque lo sepan sus parientes et amigos, et gelo fagan saber que venga facer derecho á aquellos que querellaren dellos, ó que sus parientes ó sus amigos los puedan defender en juicio si quisieren.
Partida III, Título VII, Ley 1